# Cerstin Petersmann
Cerstin Petersmann, née le 27 novembre 1967 à Dortmund (Allemagne), est une ancienne rameuse allemande. Elle est médaillée de bronze aux Jeux de 1992.

## Carrière
Elle remporte la médaille de bronze en huit aux Jeux de 1992.

## Famille
Cerstin Petersmann est la fille du rameur Günter Petersmann, et la sœur de la rameuse Katrin Petersmann.

## Palmarès

### Jeux olympiques
- Jeux olympiques d'été de 1992 à Barcelone ( Espagne) :
  -  médaille de bronze en huit

### Championnats du monde
- Championnats du monde d'aviron 1991 à Vienne ( Autriche) :
  -  médaille de bronze en quatre de pointe
- Championnats du monde d'aviron 1990 au Lac Barrington ( Australie) :
  -  médaille d'argent en quatre de pointe